# Sebastiano Baggio
Sebastiano Baggio (ur. 16 maja 1913 w Rosie, zm. 21 marca 1993 w Rzymie) – włoski duchowny katolicki, dyplomata watykański, wysoki urzędnik Kurii Rzymskiej, kardynał.

## Życiorys
Studiował w seminarium w Vicenzy, a następnie na uczelniach rzymskich – Papieskim Uniwersytecie Gregoriańskim i watykańskiej szkole paleografii, dyplomacji i nauk bibliotecznych. Przyjął święcenia kapłańskie 21 grudnia 1935. Od 1936 w służbie dyplomatycznej Stolicy Apostolskiej, członek personelu nuncjatury w Austrii, Salwadorze, Boliwii i Wenezueli. 3 marca 1939 obdarzony tytułem tajnego szambelana papieskiego. W latach 1946–1948 pracował w Rzymie w Sekretariacie Stanu, następnie był charge d'affaires w nuncjaturze w Kolumbii.
1950–1953 substytut w Kongregacji ds. Konsystorza; 4 października 1951 otrzymał tytuł prałata domowego.
30 czerwca 1953 został mianowany arcybiskupem tytularnym Efeso oraz nuncjuszem w Chile; sakry biskupiej udzielił mu w Rzymie 26 lipca 1953 kardynał Adeodato Giovanni Piazza (sekretarz Kongregacji ds. Konsystorza). W marcu 1959 Baggio został delegatem apostolskim w Kanadzie, a w maju 1964 nuncjuszem w Brazylii. Brał udział w obradach Soboru Watykańskiego II.
28 kwietnia 1969 papież Paweł VI mianował go kardynałem, przydzielając jednocześnie tytuł prezbitera SS. Angeli Custodi a Città Giardino. W czerwcu 1969 Baggio zakończył misję dyplomatyczną i objął archidiecezję Cagliari. W lutym 1973 papież mianował go prefektem Kongregacji ds. Biskupów (do 1984).
Wielokrotnie uczestniczył w obradach sesji Światowego Synodu Biskupów w Watykanie (w tym jako przewodniczący w 1977), kierował także obradami III Konferencji Generalnej Episkopatów Latynoamerykańskich w Puebla (Meksyk) na przełomie stycznia i lutego 1979. Był specjalnym wysłannikiem papieskim na kilka krajowych kongresów eucharystycznych w Ameryce Południowej. W 1973 otrzymał inny tytuł kardynalski, prezbitera S. Sebastiano alle Catecombe, a w 1974 został kardynałem-biskupem, z diecezją Velletri.
Pełnił także funkcje przewodniczącego Papieskiej Komisji ds. Ameryki Łacińskiej, prezydenta Papieskiej Komisji Państwa Watykańskiego (1984–1990), patrona Zakonu Kawalerów Maltańskich (1984), kamerlinga Świętego Kościoła Rzymskiego (1985) oraz wicedziekana Kolegium Kardynalskiego (1986). Brał udział w zgromadzeniach plenarnych Kolegium Kardynalskiego oraz w obu konklawe w 1978.